# Phyllostomus hastatus
Phyllostomus hastatus é uma espécie de morcego da família Phyllostomidae. Pode ser encontrada na Guatemala, Belize, Honduras, Nicarágua, Costa Rica, Panamá, Colômbia, Venezuela, Trinidad e Tobago, Guiana, Suriname, Guiana Francesa, Brasil, Equador, Peru e Bolívia.

## Descrição morfológica
É um dos maiores morcegos da região Neotropical, com um comprimento do corpo entre 124 e 131 milímetros e massa entre 78 e 112 gramas. A pelagem do ventre e do dorso tem coloração similar, podendo ser castanho-escura ou marrom-avermelhado. Possuem uma folha nasal bem desenvolvida e um sulco em forma V no labio inferior. A cauda é pequena, atingindo metade do comprimento do uropatágio. Existe dimorfismo sexual na espécie, com machos maiores que as fêmeas.

## Dispersão de sementes
Os morcegos Phyllostomus hastatus são os precípuos responsáveis pelo encadeamento de dispersão dos sementes de sapucaia (Lecythis pisonis), que fica deslumbrado pelo alimento. O tamanho das sementes possuem um enorme estágio de influência na instalação  e na dissipação das sementes, além de estar ligado também com a competição, predação e à distribuição espacial. Sementes exorbitantes  apresentam menores restrições em condições naturais na instalação em diferentes microsítios, o que lhes dão maiores benefícios adaptativos. Essa condição é o resultado da conexão que existe entre o tamanho das sementes e o tamanho das plântulas, o que afeta na sua instalação inicial no campo, denominada de “efeito do tamanho das reservas”. Contudo, as sementes menores, geralmente, são produzidas em maiores proporções e são mais fáceis de serem dispersas, investigando locais que não são ocupados pelas sementes de tamanho maior.